# Homer Brightman
Homer Brightman (1er octobre 1901 - 30 janvier 1988, Kirkland, Washington) était un scénariste américain ayant travaillé entre autres au sein des studios Disney.

## Biographie
Le 17 mars 1938 le chien saint-bernard créé par Joe Grant et apparu dans Les Alpinistes et More Kittens (1936) prend son nom définitif de Bolivar dans Bolivar, chien perdu de Donald, histoire dessinée par Al Taliaferro et écrite par Homer Brightman.
Après sa participation à Cendrillon (1950), Brightman rejoint le studio Walter Lantz Productions et travaille comme scénariste sur les dessins animés de Woody Woodpecker.

## Filmographie
- 1942 : Saludos Amigos
  - Lac Titicaca
- 1944 : Les Trois Caballeros
- 1945 : Le Vieux Séquoia
- 1946 : Donald dans le Grand Nord
- 1946 : La Boîte à musique
  - Casey at the Bat
- 1947 : Coquin de printemps
- 1947 : Mickey et le Haricot magique
- 1948 : Mélodie Cocktail
- 1949 : Le Crapaud et le Maître d'école
- 1950 : Cendrillon